# Hugo Garaycoa
José Hugo Garaycoa Hawkins (* 2. Juni 1930 in Callao; † 27. März 2018 in Lima) war ein peruanischer Geistlicher und römisch-katholischer Bischof von Tacna y Moquegua.

## Leben
Hugo Garaycoa studierte zunächst Wirtschaft und Buchhaltung, bevor er Priester wurde. Nach seiner theologischen Ausbildung empfing er am 9. Juli 1961 die Priesterweihe. Er wurde sowohl im Kirchenrecht wie auch römischen Recht promoviert.
Papst Johannes Paul II. ernannte ihn am 16. Dezember 1982 zum Titularbischof von Horaea und zum Weihbischof in Lima. Der Erzbischof von Lima, Juan Kardinal Landázuri Ricketts OFM, spendete ihm am 25. Januar des nächsten Jahres die Bischofsweihe; Mitkonsekratoren waren Eduardo Picher Peña, Erzbischof von Huancayo, und Alberto Aurelio Brazzini Diaz-Ufano, Weihbischof in Lima.
Am 6. Juni 1991 wurde Hugo Garaycoa durch Johannes Paul II. zum Bischof von Tacna ernannt. Am 1. September 2006 nahm Papst Benedikt XVI. seinen altersbedingten Rücktritt an.
Bischof Garaycoa war in den Jahren 2003 bis 2006 Präsident der Bischofskonferenz von Peru (Conferencia Episcopal Peruana  CEP) und Mitglied der Nationalen Bildungskonferenz. An der Universidad Católica Sedes Sapientiae (UCSS) lehrte er die Soziallehre der Kirche.
Hugo Garaycoa war Vorsitzender der Kommission für die Sozialpastoral der CELAM und engagierte sich 28 Jahre lang für Caritas Peru und war von 1994 bis 1997 sowie 1997 bis 2000 Präsident von Caritas Peru. 2015 wurde er für sein Wirken ausgezeichnet.
Nach seiner Emeritierung als Bischof war Hugo Garaycoa Spiritual am Priesterseminar des Bistums Lurín.